# Narcís Argemí i Vendrell
Narcís Argemí i Vendrell (Terrassa, 29 d'octubre de 1829 - Terrassa, 25 de desembre de 1885) fou un fabricant tèxtil i polític terrassenc, alcalde de Terrassa entre el 1881 i el 1883 i un dels fundadors de l'Institut Industrial de Terrassa, el 1873.
Durant el seu mandat com a alcalde i davant el creixement socioeconòmic de la ciutat, Narcís Argemí i Vendrell va acordar l'enderroc del Portal de Sant Roc a fi de permetre l'extensió urbanística de la ciutat més enllà de les muralles.
El seu pensament polític s'enquadrà dins el liberalisme monàrquic del Sexenni Revolucionari en defensa dels interessos industrials i agrícoles de la vila de Terrassa. Per la seva lleialtat als valors liberals monàrquics, el 1871 li fou atorgat, per Amadeu I Rei d'Espanya, el Títol de Cavaller de la Reial Ordre d'Isabel la Catòlica.
Com a fabricant fou fundador antecessor de l'empresa Tèxtil Vallhonrat, S.A. el 1872, any en què va començar la seva activitat amb dos telers de jacquard i dos telers estrets. Pocs anys després, el 1883, ja comptava amb sis telers i una filatura de llana. L'activitat industrial es duia terme en un edifici del carrer Joaquim de Paz de Terrassa, el qual, després de successives remodelacions de la mà de l'arquitecte Rafael Puig i Puig, va passar a ser la Casa Narcís Argemí (o Magatzem Narcís Argemí). D'estil eclèctic i amb línies d'inspiració neoclàssica, actualment la Casa Narcís Argemí està protegida com a Bé Cultural d'Interès Local.
Narcís Argemí i Vendrell pertany al llinatge dels Argemir, nobles originaris de la masia L'Argemira de Castellterçol. En el traspàs de l'edat mitjana al capitalisme, una part de la descendència va establir-se a Sabadell, iniciant, així, una nissaga de fabricants del gremi de la llana i els panys (Confraria de Pelayres). Fill del perayre Josep Argemí i Castellà, Narcís Argemí és pare de l'industrial tèxtil i polític catalanista terrassenc Ramon Argemí i Comerma.